# Кошта, Жуан (футболист, 2000)
Жуан Педру Аугушту Моран Кошта (порт. João Pedro Augusto Mourão Costa; род. 7 марта 2000 года, Лиссабон, Португалия) — португальский футболист, нападающий клуба португальской Примейра-лиги «Санта-Клара».

## Клубная карьера
Жуан Кошта в детстве и юности занимался футболом в клубах «Атлетику и Културал», «Лориш» и сетубальской «Витории». Начав свою взрослую карьеру в региональном футболе, в команде «Бокал», 8 августа 2020 он перешёл в клуб «Эштрела Амадора». Сезон 2021/2022 Жуан Кошта на правах аренды отыграл за «Лориш» и вошёл в символическую сборную сезона в Третьей лиге. 4 июля 2022 года он перешёл в «Белененсеш», также выступавший тогда в Третьей лиге. 20 июля 2023 года Жуан Кошта расторг свой контракт с «Белененсешем», несмотря на то, что помог этой команде выйти во Вторую лигу.
22 июля 2023 года Жуан Кошта перешёл в «Алверку». С этой командой он также добился выхода во Вторую лигу, таким образом за первые шесть сезонов в качестве взрослого игрока он пять раз добивался со своими командами повышения в классе. Жуан Кошта был назван игроком Лиги 3 сезона 2023/2024. Он забил 22 гола и отдал 2 результативные передачи в 32 матчах за «Алверку», став лучшим бомбардиром турнира.
11 августа 2024 года Жуан Кошта дебютировал на высшем уровне (в составе «Санта-Клары»), выйдя на замену в матче Примейра-лиги против «Эшторила» и забил четвёртый гол своей команды в этом победном для неё матче.

## Достижения
Алверка
- Победитель Лиги 3: 2023/2024[англ.]

Индивидуальные
- Лучший бомбардир Лиги 3 2023/2024[5]
- Игрок сезона 2023/2024 Лиги 3[5]